# 松江一畑交通

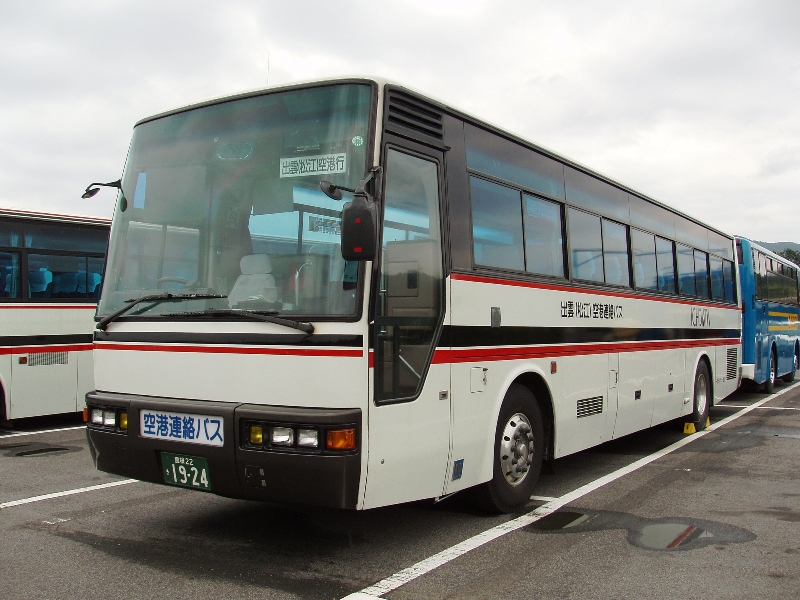
空港リムジンバス

松江一畑交通株式会社（まつえいちばたこうつう、Matsue Ichibata Kotsu Co.,Ltd.）は、タクシー・バスを運行する一畑グループの事業者。

## 歴史
- 1971年10月28日 - 一畑電気鉄道のタクシー部門を分社し、松江一畑タクシーとして設立。
- 1971年12月 - 一畑電気鉄道からタクシー事業を譲り受け営業開始。
- 1976年10月 - 貸切バス事業を開始。
- 1988年12月 - 乗合バス事業を開始。
- 2006年2月1日 - 社名を松江一畑交通に改称。
- 2006年4月1日 - 一畑電気鉄道の持株会社移行に伴い、貸切バス事業を譲り受ける。
- 2013年12月13日 - LINEのタクシー配車機能や全国タクシー配車（現在のJapanTaxi）配車アプリに対応[2]。
- 2015年4月1日 - 大型貸切バス事業（一部を除く）を一畑バスに移管。
- 2015年4月2日 - 松江一畑交通・双葉タクシー・ミツワタクシーによる共同配車を開始[3]。一畑タクシーセンターを松江一畑交通に設置。
- 2019年4月1日 - 双葉タクシー・ミツワタクシーを吸収合併[4]。

## 事業内容
- 乗合バス
- 貸切バス
- タクシー

## 営業所（車庫）の所在地
- 本社・一畑タクシーセンター - タクシー・バス
  - 島根県松江市上東川津町1238

## 路線

### 空港リムジンバス
詳細な運行案内は#外部リンクの松江一畑交通サイトを参照のこと。
- 松江 - 出雲空港線
  - 松江しんじ湖温泉駅 - 出雲空港（出雲縁結び空港）
  - 単独運行
- 松江 - 米子空港線
  - 松江駅 - 米子空港（米子鬼太郎空港）
  - 共同運行：日ノ丸ハイヤー

## 関連会社
- 一畑電気鉄道（持株会社）
- 一畑電車
- 一畑バス
- 出雲一畑交通
- 隠岐一畑交通
- 奥出雲交通（第三セクター、奥出雲町が96%、一畑電気鉄道が4%を出資）
- 双葉タクシー
- ミツワタクシー